# Parmotrema upretii
Parmotrema upretii är en lavart som beskrevs av Divakar. Parmotrema upretii ingår i släktet Parmotrema och familjen Parmeliaceae.   Inga underarter finns listade i Catalogue of Life.